# Gootsteenontstopper
Een gootsteenontstopper is een middel om een verstopte gootsteen weer goed te laten doorstromen. Er bestaan zowel chemische als mechanische ontstoppers.

## Mechanisch

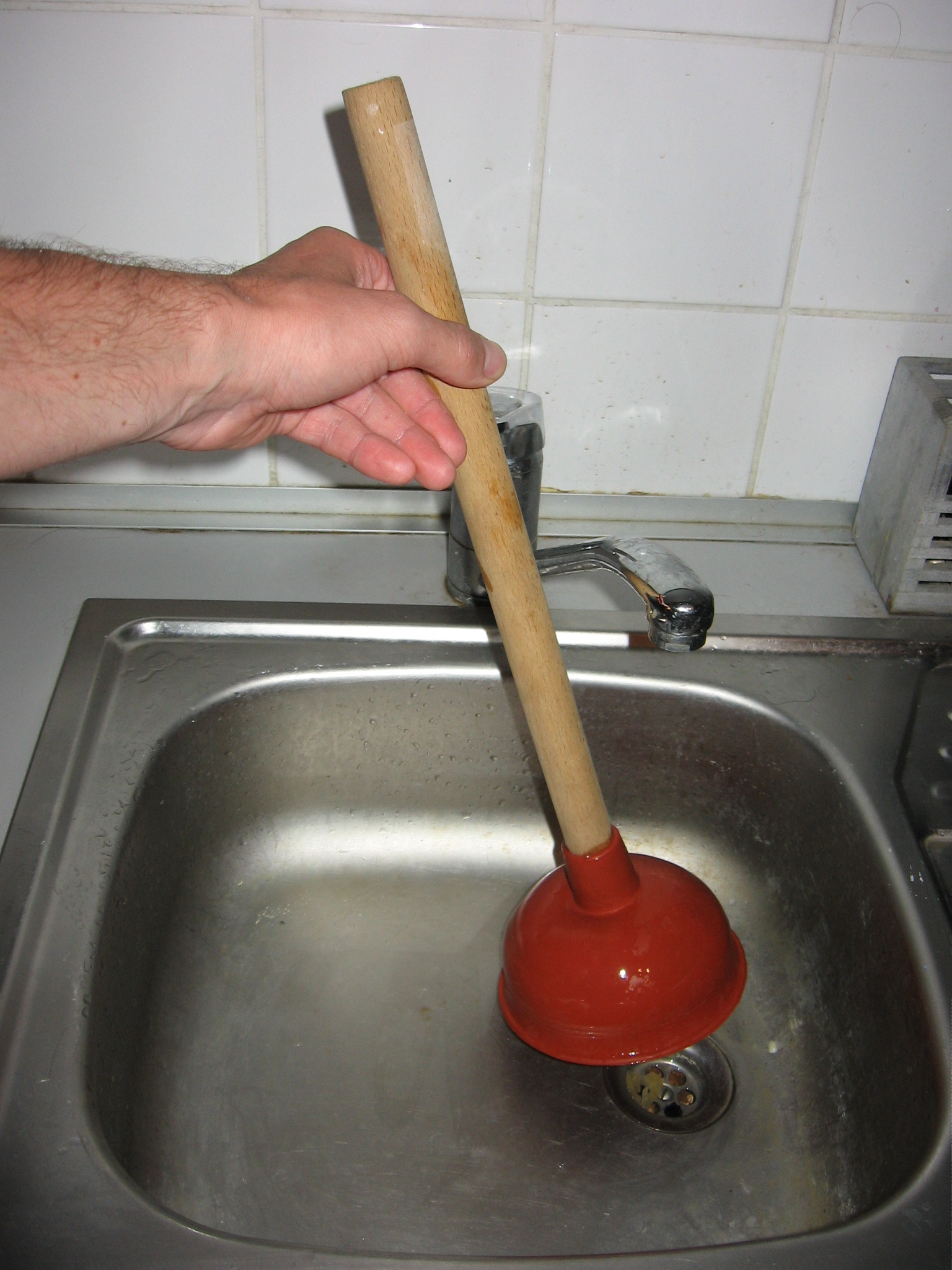
Plopper in actie

Een mechanische gootsteenontstopper wordt meestal een plopper genoemd. Het is een zuignap op een steel, waardoor een onderdruk in de afvoerleiding gemaakt kan worden. Hierdoor komt de verstopping even los, waardoor deze beter weggespoeld kan worden.
Voor het afdoend verhelpen van zwaardere verstoppingen zijn er verder de zogenoemde ontstoppingsveren, bestaande uit een spiraalveer met klauwtje of boorkop en een draaiende handgreep. De ontstoppingsveren zijn in diverse diktes en lengtes te verkrijgen, afgestemd op het type afvoer. De veer wordt in de afvoer gebracht totdat de verstopping bereikt is. Door aan het handvat te draaien zal het klauwtje zich in de verstopping draaien. Vervolgens kan de verstopping vergruisd dan wel losgemaakt worden. Loodgieters gebruiken vaak elektrische ontstoppingsveren. In plaats van aan het handvat te draaien wordt de veer hierbij rondgedraaid door een elektromotor. Met zo'n veer kunnen makkelijk zeer grote en ook zeer diep zittende verstoppingen worden verwijderd.

## Chemisch
Een chemische ontstopper is meestal op basis van natriumhydroxide (NaOH) of zwavelzuur (H2SO4), opgelost in water (vloeibare ontstopper) of in de vorm van witte korrels. Deze wordt meestal toegepast door een lepel korrels in de afvoer te gieten gevolgd door koud water dat voorzichtig met kleine hoeveelheden wordt toegevoegd. Omdat NaOH zeer bijtend is wordt aangeraden hierbij een veiligheidsbril te dragen en afstand te bewaren tot de gootsteen omdat het mogelijk is dat de vloeistof gaat borrelen.
De werking berust op hydrolyse van veel bestanddelen van het aangekoekte vuil, waardoor bijvoorbeeld haren snel oplossen, en verzeping van de vetten in het aangekoekte vuil. Daardoor en door de ontwikkelde warmte, worden deze zacht tot vloeibaar oplosbaar en kunnen worden doorgespoeld.
Het is niet verstandig om gootsteenontstopper gebaseerd op loog en gootsteenontstopper gebaseerd op zwavelzuur door elkaar te gebruiken. Niet alleen neutraliseren de stoffen elkaars werking, waardoor er dus netto geen effect wordt gesorteerd, maar zuren en basen reageren ook zeer heftig met elkaar, waarbij kokende (bijtende) vloeistof uit de afvoer kan spatten.
Deze chemische gootsteenontstopper is niet alleen gevaarlijk voor mensen, maar ook sommige afvoeren kunnen worden aangetast.

## Oneigenlijk gebruik
Chemische gootsteenonstoppers worden soms gebruikt voor doeleinden waarvoor ze niet gemaakt zijn:
CroftybomIn oktober 2006 gebeurden er in Nederland een aantal ongelukken met zogenoemde croftybommen, genoemd naar een gangbaar merk gootsteenontstopper. Jongeren maken deze bommen van gootsteenontstopper, nemen de beelden op en zetten de filmpjes op internet. Nadat een paar jongens een croftybom in een brievenbus gooiden, liepen twee vrouwen brandwonden op. De drogisterijketen Kruidvat kondigde aan extra op te letten bij de verkoop van gootsteenontstopper aan minderjarigen.
András PándyBegin jaren 1990 raakt bekend dat András Pándy een zestal mensen zou hebben opgelost met een vrij in de handel verkrijgbare ontstopper, DeStop. Na een eerste test werd dit ontkracht: de ontstopper was niet krachtig genoeg om menselijk vlees op te lossen. Naderhand bleek dat de samenstelling van de ontstopper veranderd was; de samenstelling zoals gebruikt door Pándy was wél krachtig genoeg.